# Сердце города

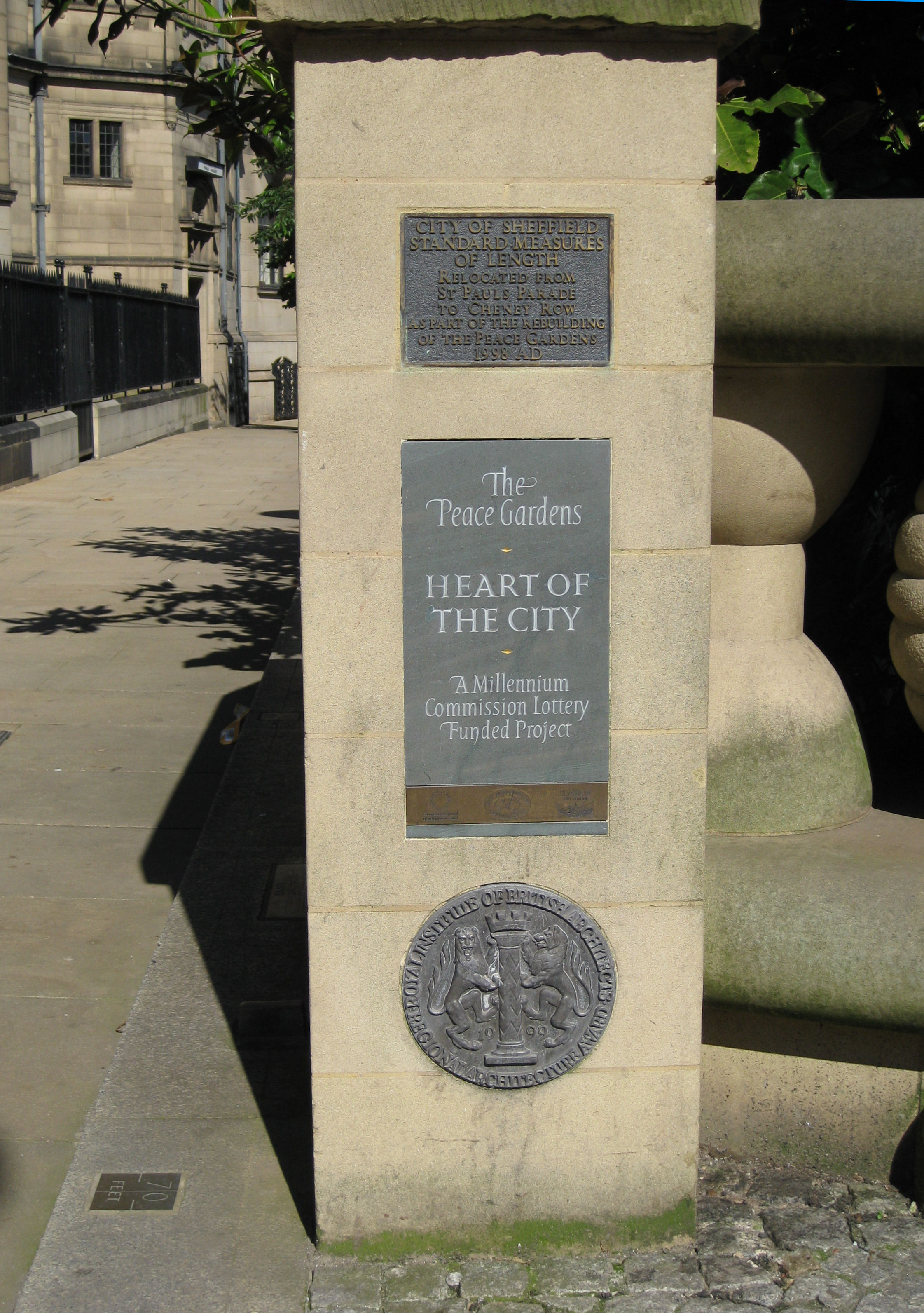
Памятная доска на Пайнстон-стрит, возле Сада мира.

Сердце города — крупный проект по реконструкции центра города в Шеффилде (Англия), начатый в 2004 году и завершённый в 2016-м. Стоимость составила 130 млн фунтов стерлингов. Получил своё название из-за расположения в самом центре шеффилдского Сити (англ.).

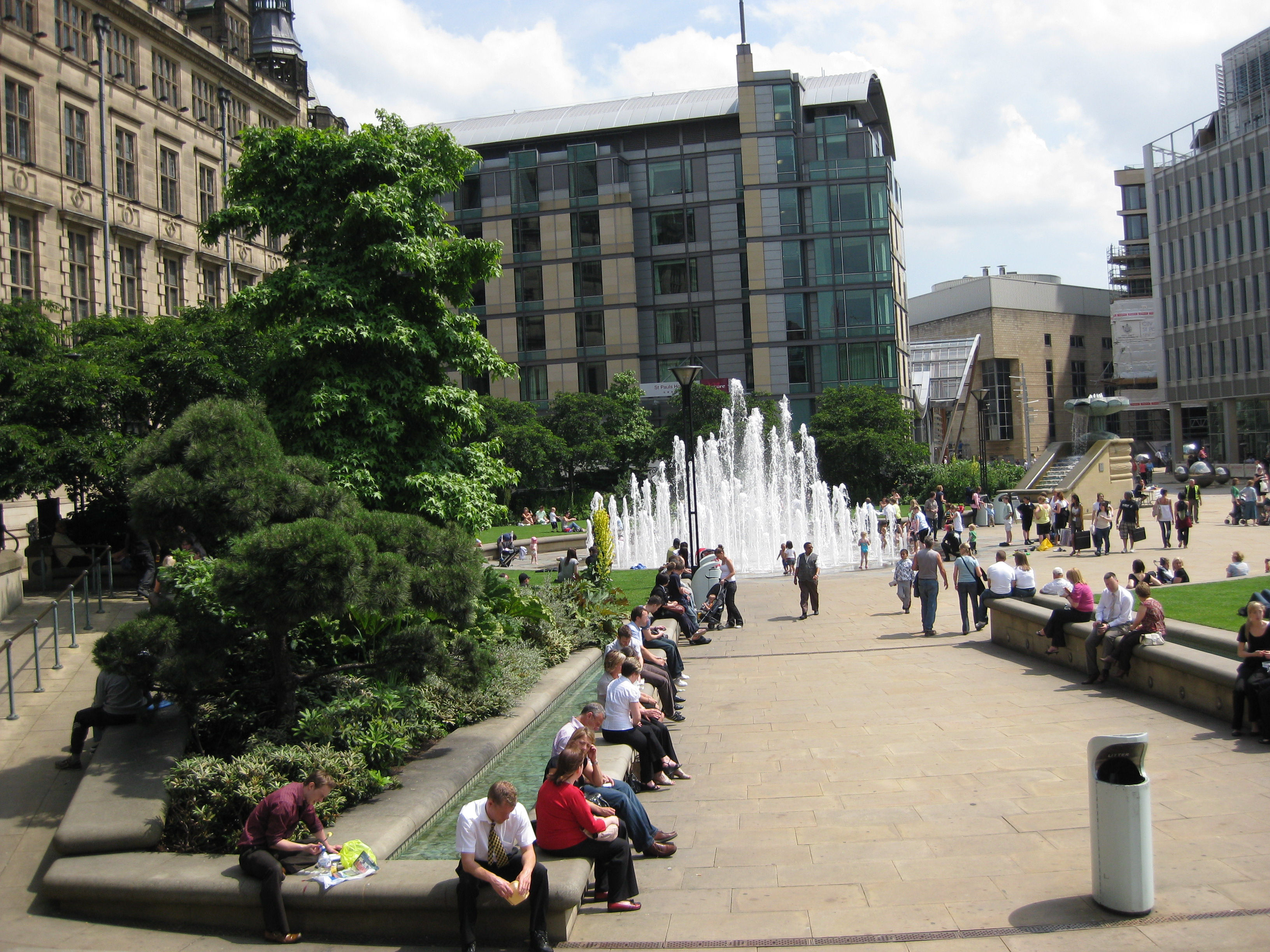
Вид из Сада мира на комплекс зданий Сент-Полз Плейс. Здание муниципалитета находится слева, вдалеке — Площадь тысячелетия.

Проект разрабатывался в основном компанией SheffildOne, одной из компаний по регенерации городов (англ.), и предполагал создание основных мест общего пользования, площади «Сад мира», расположенной сразу за зданием муниципалитета (англ.). Рядом с этим центральным местом расположено большинство основных шеффилдских достопримечательностей, включая основные торговые улицы и туристические места, такие как Площадь Тюдоров (англ.). Большой частью Сердца Города является комплекс зданий квартала Сент-Полз Плейс (англ.), в который входят 3 больших офисных здания и здания розничной торговли, выходящие к Площади тысячелетия, главной площади за пределами Шеффилдского зимнего сада (англ.) и Галерей тысячелетия. Частью проекта также являются 4-звездочная гостиница «MacDonald’s» и башню Сент-Полз (англ.), 101-метровый жилой небоскрёб, ставший высочайшим зданием в Шеффилде.